# Battaglia di Nicopoli (1877)
La battaglia di Nicopoli, o Nicopolis, fu una delle prime battaglie combattute nel corso della guerra russo-turca del 1877-1878.
Non appena l'esercito russo attraversò il Danubio, esso si avvicinò alla città fortificata di Nicopoli, in Bulgaria. L'Alto comando turco-ottomano inviò Osman Nuri Pascià con le sue truppe da Vidin per impedire l'attraversamento del fiume ai nemici. Le intenzioni di Osman Pascià erano di rafforzare e difendere Nicopoli. Tuttavia il IX Corpo russo, al comando del Generale Nikolai Kridener raggiunse la città, bombardò le guarnigioni, costringendole alla resa prima dell'arrivo del generale turco, che dovette tornare a Pleven. Con le guarnigioni di Nicopoli eliminate, i Russi furono liberi di marciare su Pleven.